# Franz Otto Müller
Franz Otto Müller (* 10. Dezember 1883 in Magdeburg; † 29. Dezember 1961 in Berlin) war ein deutscher Politiker (FVP, DDP, CDU).

## Leben
Franz Otto Müller besuchte eine Realschule und machte eine kaufmännische Lehre. Er arbeitete in der Gummiwarenindustrie, später war er auch selbständig tätig. Im Deutschen Kaiserreich trat er der Fortschrittlichen Volkspartei (FVP) und ab 1919 der Deutschen Demokratischen Partei (DDP) bei. Während der Weimarer Republik war Müller Bezirksverordneter für die DDP im Berliner Bezirk Reinickendorf und Vorsitzender der DDP in Reinickendorf.

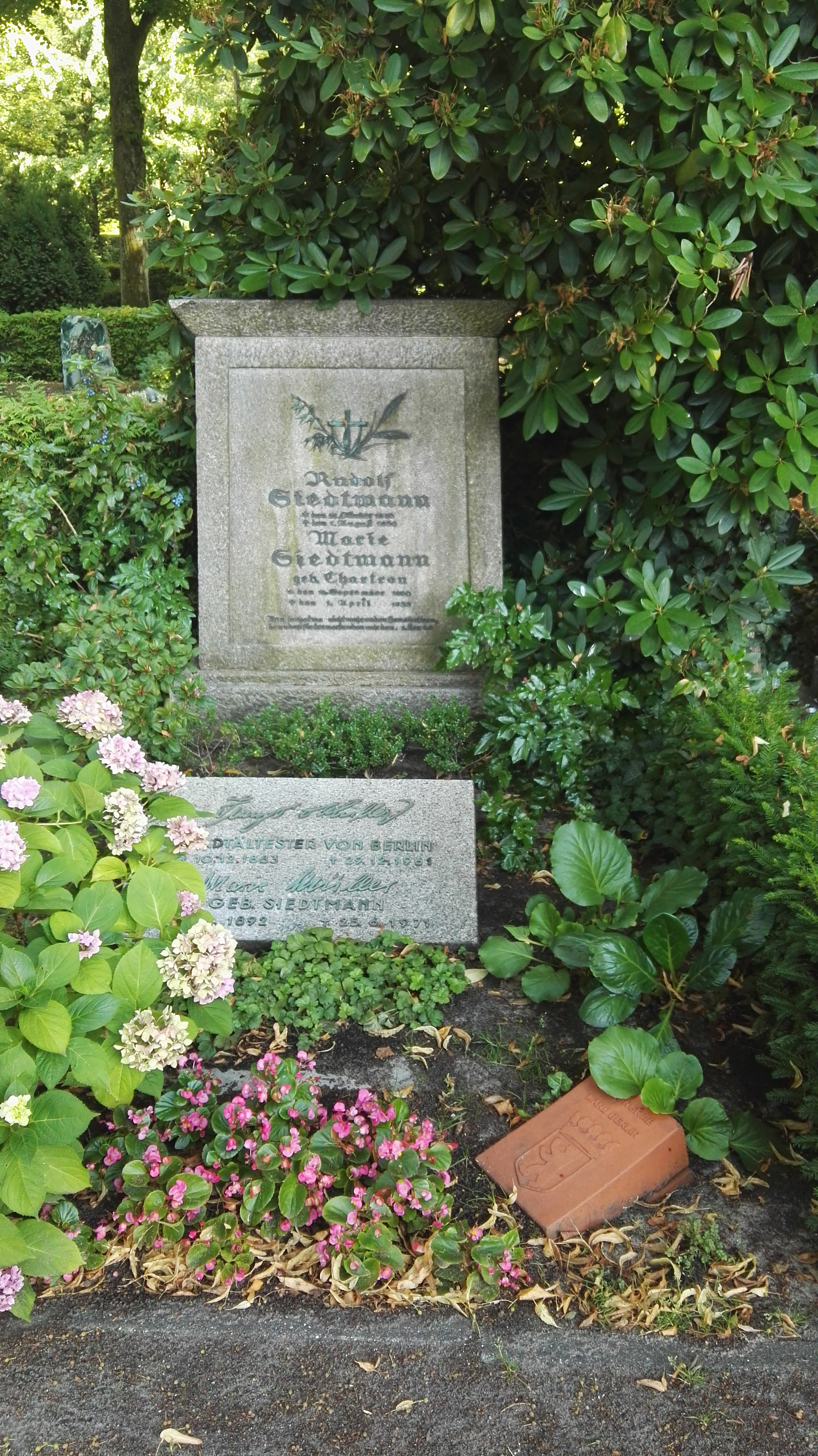
Grabstätte auf dem Friedhof Wittenau

Nach dem Zweiten Weltkrieg war Müller 1945 Mitbegründer der CDU in Reinickendorf. 1946 wurde er Bezirksrat für Ernährung in Reinickendorf und bei der ersten Berliner Wahl 1946 zusätzlich Mitglied der Bezirksverordnetenversammlung (BVV) in Reinickendorf. Nach der Wahl 1950 wurde er von der BVV Reinickendorf zum Bezirksstadtrat für Wirtschaft und Verkehr gewählt. Bei der folgenden Wahl 1954 wurde Müller trotz seines Alters in das Abgeordnetenhaus von Berlin gewählt. Mit dem Ablauf der Legislaturperiode 1958 schied er aus dem Parlament aus und erhielt die Ehrung des Stadtältesten von Berlin. Schließlich wurde er erneut in die BVV Reinickendorf gewählt, doch im Dezember 1961 starb er.
Müllers Grab auf dem Friedhof Wittenau im Ortsteil Berlin-Wittenau ist als Ehrengrab der Stadt Berlin (Abt. VI-3-63/64) ausgewiesen.